# 유럽영원
유럽영원(학명: Lissotriton vulgaris)은 유럽 전역, 그리고 중앙아시아 일부에 서식하는 영원의 일종이다. 호주에도 유입되었다. 몸길이 8-11 cm에 수컷이 암컷보다 크다. 뭍에서는 피부가 건조하고 쭈글쭈글하다가, 번식기에 물에 들어가면 피부가 부드럽고 매끄러워진다. 1758년 칼 폰 린네가 처음 이 종을 기재했을 당시에는 도마뱀의 일종으로 분류했다.
1. ↑  Arntzen, J.W.; Kuzmin, S.; Beebee, T.;  외. (2009). “Lissotriton vulgaris”. 《IUCN 적색 목록》 (IUCN) 2009: e.T59481A11932252. doi:10.2305/IUCN.UK.2009.RLTS.T59481A11932252.en. 2020년 11월 1일에 확인함.